# Piotr Viàzemski
Piotr Andréievitx Viàzemski (en rus: Пётр Андреевич Вяземский) (23 de juliol del 1792, Moscou - 22 de novembre del 1878, Baden-Baden, Alemanya) fou un poeta, traductor i crític literari rus, alt dignatari de l'Imperi d'Alexandre II. Era amic de Puixkin.

## Biografia
Va néixer al si d'una família amb força història. Els Wiazemsky (o Viàzemski) eren descendents dels ruríkides i de l'aristocràcia irlandesa. Hereta una immensa fortuna el 1807 quan mor el seu pare, el príncep Andrei Ivànovitx, i ocupa una posició brillant en l'aristocràcia petersburgesa. La seva germana, Iektaerina, es va casar amb Karamzín. Viàzemski formarà part, gràcies al seu cunyat, dels cercles literaris moscovites de l'època. Combat com a jove oficial contra l'exèrcit napoleònic. Més endavant criticà la descripció de la batalla de Borodinó que en feu Tolstoi a Guerra i Pau i es veurà involucrat en una polèmica literària i històrica amb ell.
Viàzemski comença la seva carrera a Varsòvia del 1819 al 1821, on entra a l'administració del Sejm. Hi tradueix el discurs pronunciat per l'emperador Alexandre I durant l'obertura de la primera sessió, famosa pel seu aire liberal. El príncep Wiazemski hi participa també, a la redacció d'un projecte de constitució per a Rússia, amb Nikolai Novossiltsev. Aprofita l'atmosfera aleshores liveral de Polònia, abans l'enduriment, després del corrent romàntic que arriba a Rússia. Signa una carta el 1820 demanant l'abolició del servatge qui fou presentada a l'emperador Alexandre pel comte ¨Vorontsov, aquesta carta, però, no la rep gaire bé Viàzemski, i la descarta. Es casa amb la princesa Vera Gagarin, i comença a fer-se amic de Puixkin, amb qui té una correspondència, de la qual s'ha conservat algunes cartes en vers. Puixkin era sovint convidat a cals Viàzemski a llur castell d'Ostafievo, prop de Moscou. Allarga el seu poema La font de Bakhtxisarai, on distingeix la literatura anomenada clàssica de la literatura romàntica tot basant-se en nocions d'imitació i originalitat.
Tanmateix, el príncep es troba desfasat amb les noves generacions dels anys 1840. Pertany a la gran aristocràcia apassionada de la literatura i als cercles poètics de Puixkin. Quan Puixkin mor el 1837, Viàzemski adopta posicions cada vegada més conservadores; es torna aspre i esdevé hermètic als nous corrents literaris. Com que va sobreviure a tots els seus amics, fou abandonat per la crítica literària i pel seu públic molt abans que morís.
Una de les seves filles es casà amb el comte Piotr Valúiev, futur president del consell de ministres, i Viàzemski entrà així als cercles de la Cort. Va entrar al ministeri d'educació com a vicepresident els anys 1850 i al comitè de censura durant el regnat d'Alexandre II. Va dimitir el 1863 a causa dels problemes de salut. Finalment mor a Baden-Baden i les seves cendres són repatriades a Sant Petersburg, on descansen al cementiri Tikhvin.